# ماركو سيبيدا
ماركو سيبيدا (بالإسبانية: Marco Cepeda)‏ هو منافس ألعاب قوى إسباني، ولد في 1 يوليو 1974.

## وصلات خارجية
- ماركو سيبيدا على موقع الاتحاد الدولي لألعاب القوى (الإنجليزية)
- ماركو سيبيدا على موقع أوليمبيديا (الإنجليزية)